# Феофил Кесарийский (святитель)
Фео́фил (др.-греч. Θεόφιλος; II век) — епископ Кесарии Палестинской, христианский святой, память 5 марта.
Феофил жил в II веке и был епископом Кесарии в Палестине, в городе, который прежде назывался «Туррис Стратон» (Башня Стратона). В конце II века продолжился спор о дате празднования Пасхи, на этот раз он был между Виктором, епископом Римским, и Поликратом, епископом Эфесским. Христиане Малой Азии, где Поликрат был епископом в Эфесе, разрешали пост и совершали пасху в 14 день (первого весеннего лунного) месяца нисана, в день законной ветхозаветной пасхи, в какой бы день недели это 14 число ни выпадало, согласно преданию, полученному от апостолов Иоанна Богослова и апостола Филиппа. В Риме праздновали Пасху в день воскресный после 14 нисана согласно более позднему обычаю. Обычай празднования Пасхи 14 нисана более древний, но он к концу II века стал менее распространен среди христиан. В 196 году Виктор созвал в Риме поместный собор, на котором был закреплен западный обычай празднования Пасхи — в воскресенье, следовавшее за Страстной пятницей. Подобные поместные соборы происходили и в других областях: собор Понтийских епископов, собравшихся под председательством старейшего епископа Пальмы; собор Галльских епископов, под председательством Иринея; собор в Осроене местных епископов; собор в Коринфе, под председательством епископа Вакхила. Все эти соборы постановили праздновать Пасху в воскресение после 14 нисана.
Наркисс, епископ Иерусалимский; Феофил Кесарийский; Кассий, епископ Тирский, Клар Птолемаидский и другие провели собор в Палестине, на котором также постановили праздновать Пасху в воскресение после 14 нисана. Евсевий Кесарийский цитирует отрывок из решения собора в своей книге «Церковная история». Этот отрывок из соборного решения Палестинского собора издан под именем Феофила в 5 томе Греческой патрологии. 43 глава книги Иеронима Стридонского «О знаменитых мужах» посвящена Феофилу. Житие Феофила помещено в «Acta Sanctorum» 5 марта.